# Escadron de transport 2/61 Franche-Comté
L'Escadron de Transport 2/61 Franche-Comté est une unité de transport de l'Armée de l'air française, basée sur la base aérienne 123 Orléans-Bricy et équipée de C-130H Hercules, C-130J et KC-130J Super Hercules.

## Historique
Le « Franche-Comté » est constitué en tant que groupe de transport le 1er mai 1946, avec l'appellation de Groupe de Transport 2/62. Il hérite des traditions du Groupe de bombardement 2/52 avec les escadrilles « SAL 19 » et « BR 104 ». Il est alors installé à Blida, en Algérie. Pour peu de temps, puisque dès le début de l'année 1948, le 2/62 est désigné pour rejoindre l'Indochine, après s'être transformé sur Junkers 52 Toucan, la célèbre « Julie ».
Pendant la guerre d'Indochine, les équipages du « Franche-Comté » participent à de nombreuses missions de guerre et de ravitaillement, et effectuent même des missions de bombardement.
En novembre 1951, les Toucan sont remplacés par des C-47 Dakota qui participent notamment à la bataille de Diên Biên Phu. Le séjour indochinois s'achève en novembre 1955, après les accords mettant fin au conflit. Le « Franche-Comté » s'installe alors à Orléans, où il est intégré à la 61e escadre de transport, avec l'appellation d'Escadron de transport 4/61.
Moins d'une année plus tard, en octobre 1956, il reçoit son premier Noratlas, un avion tout juste sorti des chaînes de fabrication. Deux mois plus tard, le 1er décembre, il change à nouveau de numérotation pour devenir l'Escadron de transport 2/61, appellation qu'il conserve depuis lors. L'arrivée du Noratlas permet aux équipages du « Franche-Comté » de parcourir tous les cieux du monde, du Japon à l'Inde en passant par le Groenland, dans le cadre des expéditions polaires, sans oublier de nombreuses rotations en Afrique du Nord.
Le C-160 Transall fait son apparition au 2/61 en juillet 1969, remplaçant le Noratlas. Avec ce nouvel avion plus puissant et plus confortable, les missions se multiplient dans le monde entier : Pérou, Pakistan, Nicaragua, Afrique centrale ... avec de très nombreuses participations à des missions humanitaires et à des détachements dans les unités basées en outremer. Un nouveau changement intervient le 7 décembre 1987, avec la mise en service des premiers C-130 Hercules de l'armée française.
Le « Franche-Comté » est désigné pour les mettre en œuvre. Les équipages se transforment progressivement sur ce gros cargo, laissant les Transall aux deux autres escadrons de la 61e escadre de transport. L'une des premières missions extérieures des C-130 du 2/61 lieu en décembre 1988, il s'agit d'apporter de l'aide humanitaire à la suite du tremblement de terre en Arménie qui a dévasté une partie du pays.
En septembre 1990, l'escadron prend part au pont aérien sur Riyad lors de l'opération Bouclier du désert puis durant Tempête du désert. En juillet 1992, il participe au pont aérien sur Sarajevo puis cinq mois plus tard à l'opération Restore Hope en Somalie. En juillet 1994, les C-130 prennent part à l'opération Turquoise au Rwanda. En juin 1997, l'escadron participe à l'évacuation des ressortissants étrangers de la République du Congo lors de l'opération Pélican, lors de cette mission l'ET 2/61 est cité à l'ordre de la division aérienne.
En octobre et novembre 1997, un C-130 de l'ET 2/61 a effectué les première missions de surveillance au dessus de la Russie et de l'Ukraine dans le cadre du traité Ciel ouvert.
L'escadron recevra les Lockheed-Martin C-130J et KC-130J commandés par l'Armée de l'air. Le premier appareil, un C-130J, immatriculé « 61-PO », a effectué son vol inaugural le 22 novembre 2017 depuis la base aérienne de Dobbins, attenante à l'usine de Lockheed-Martin, située non loin de la ville de Marietta, en Géorgie. L'arrivée de l'avion dans l'escadron est attendue pour fin 2017 - début 2018.
Le 22 décembre 2017, le premier Lockheed C-130J Super Hercules est arrivé sur la base aérienne d'Orléans. L'avion est parti de l'usine de Lockheed-Martin de Marietta le 20 décembre, a fait une halte au Canada avant la traversée de l'Atlantique Nord durant environ 7h. Le convoyage a été réalisé par un équipage de Lockheed-Martin.

## Avions successifs du «Franche-Comté»
- Farman HF.20[5]
- Potez 542 (1936 - 1939)
- Potez 637 (1939 - 1940)

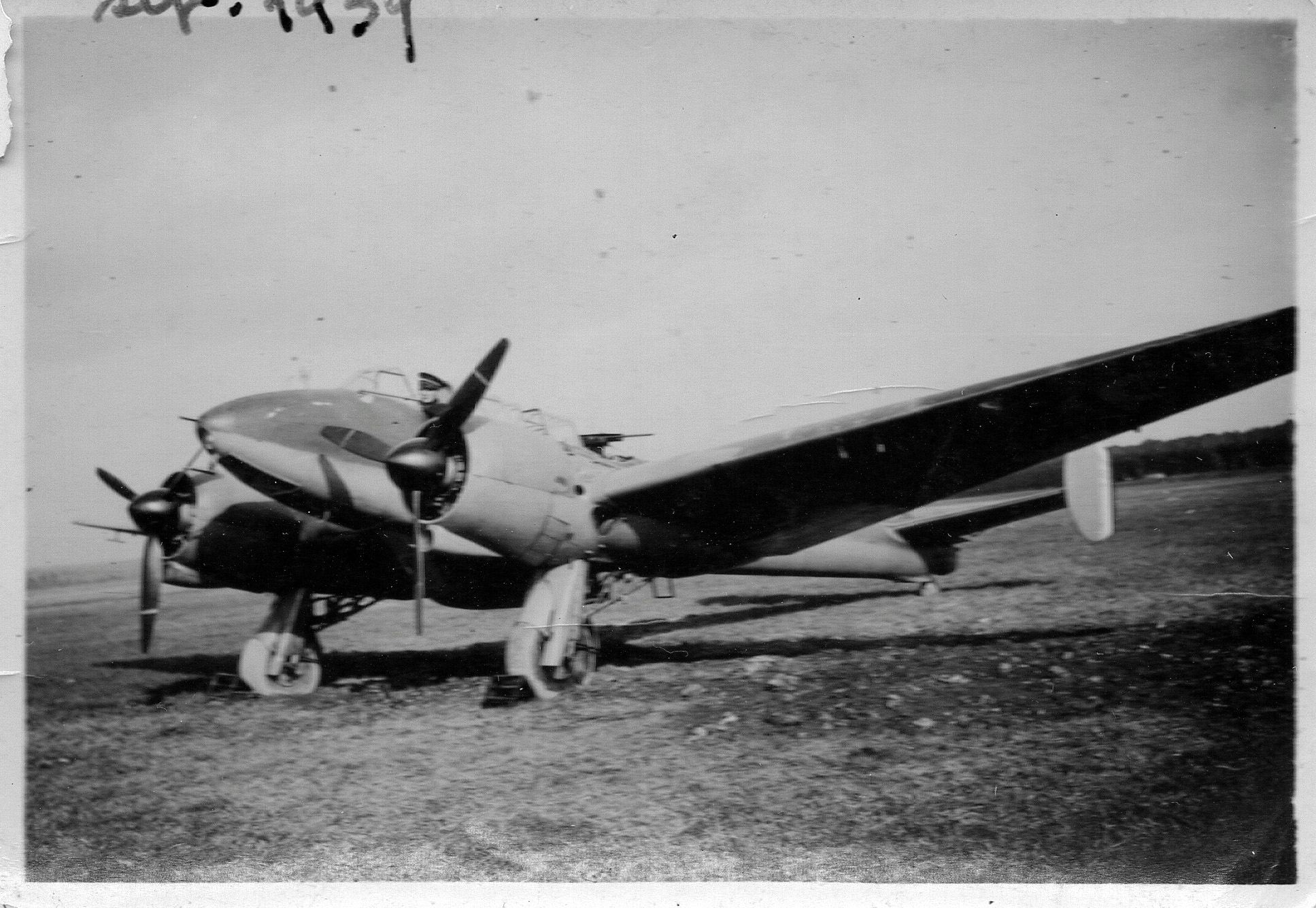
Potez 637 en 1939.

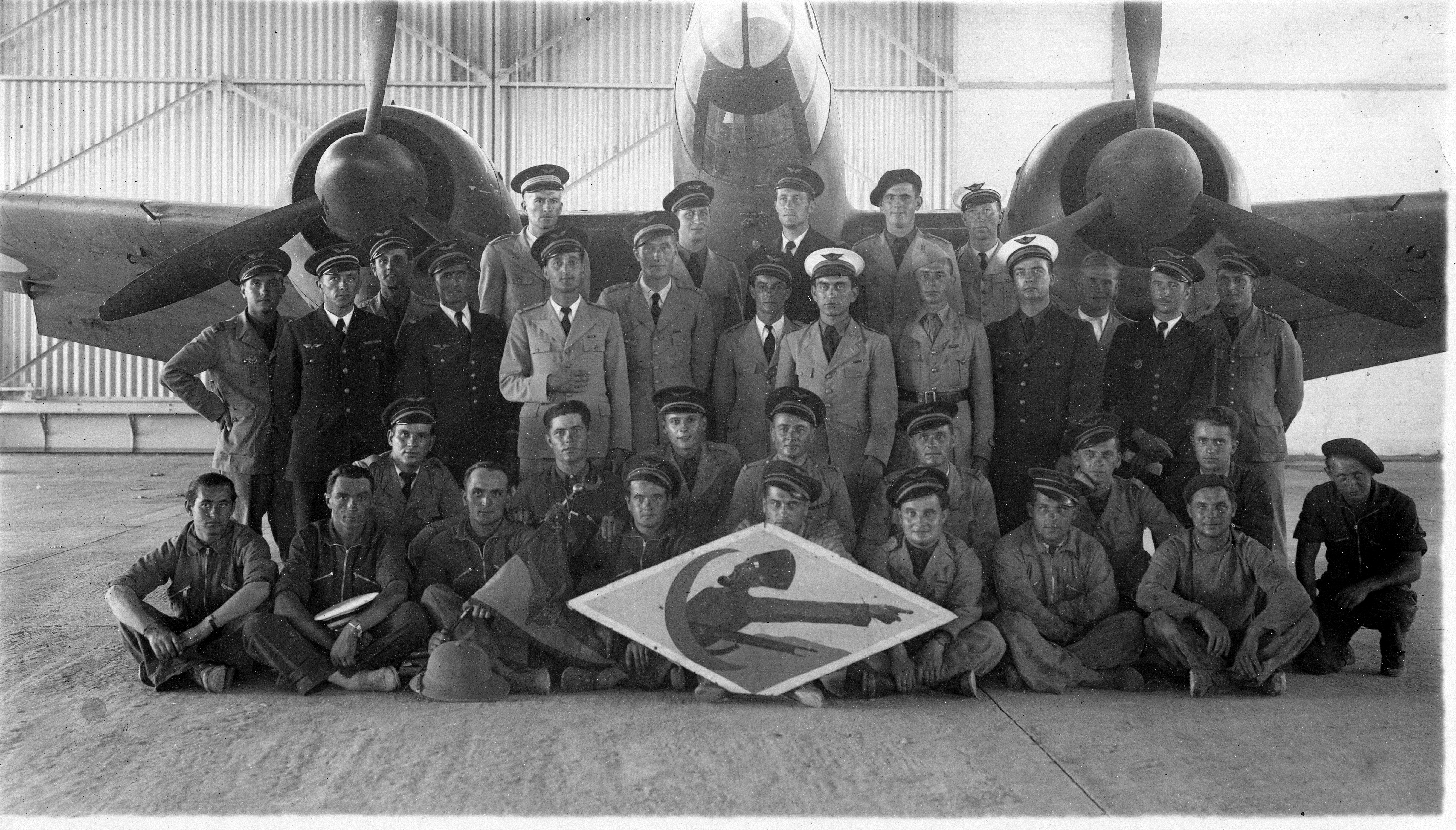
Turcos en Algérie sur MB.175.

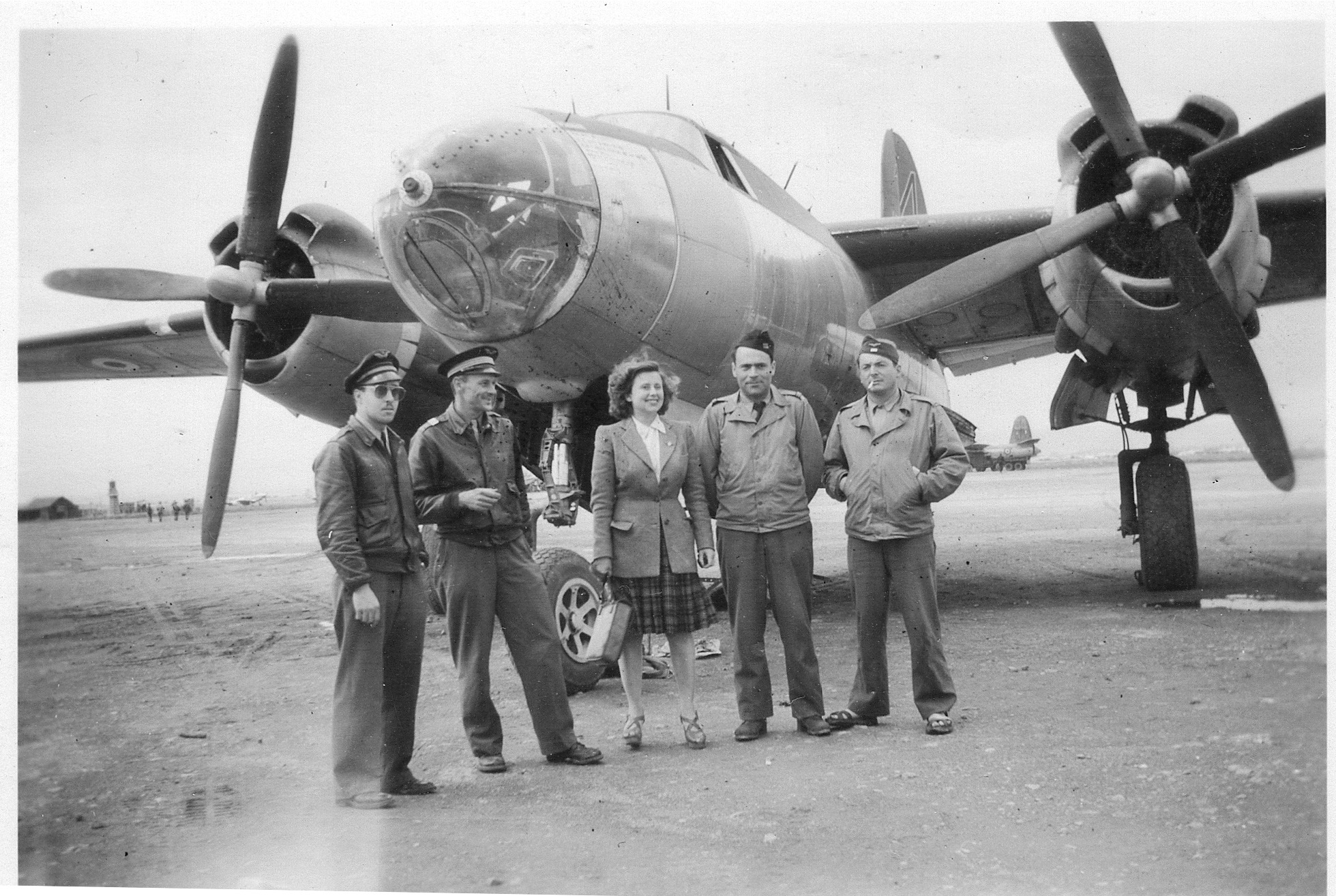
Sur B 26 Marauder.

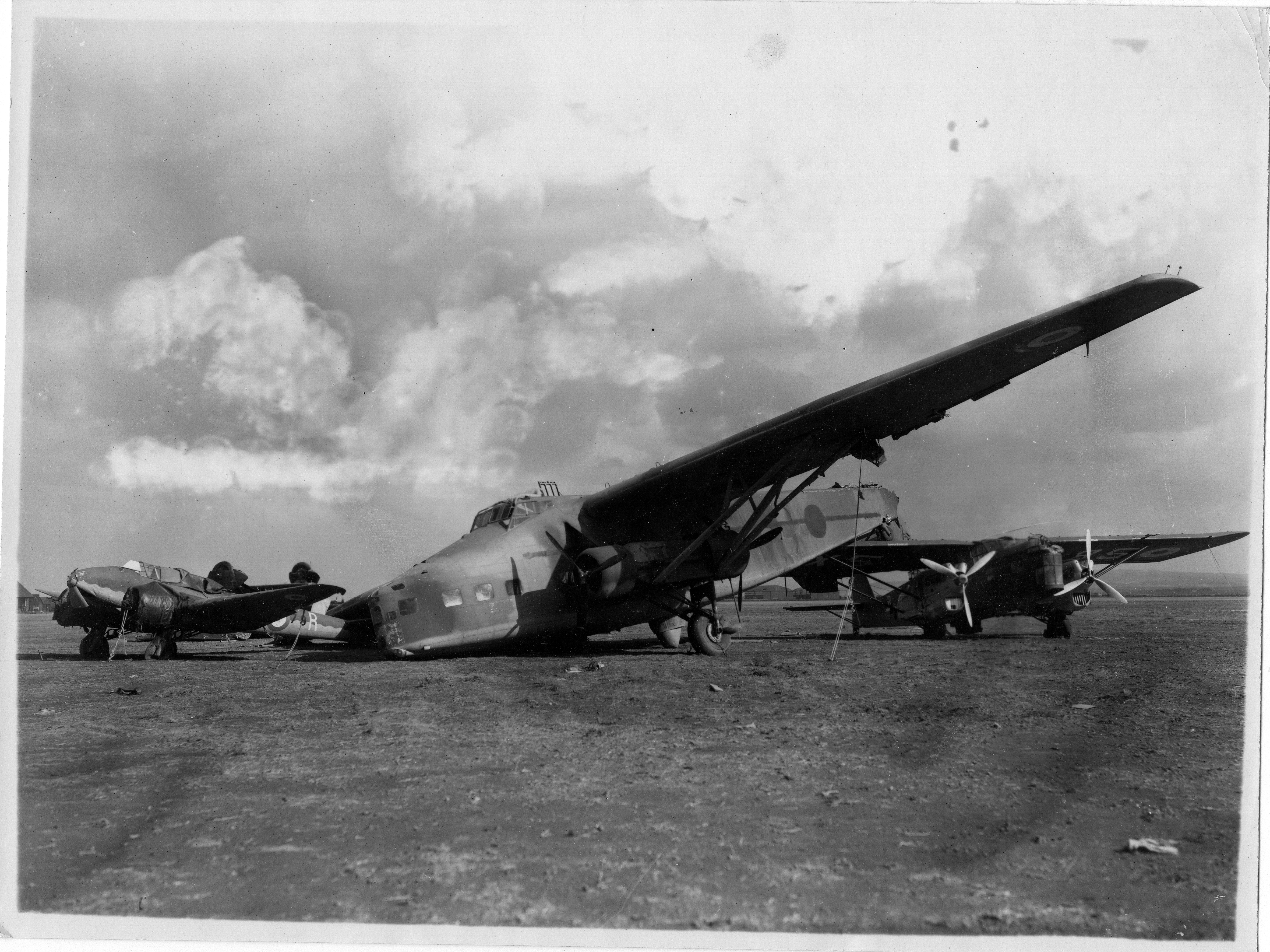
avions de l'escadron réformés comme le Potez 540.

- Bloch MB.174 et Bloch MB.175 (1940 - 1943)
- Douglas DB-7 (1940 - 1944)
- Martin B-26 Marauder (1944 - 1949)
- Amiot AAC-1 Toucan (1949 - 1952)
- Douglas C-47 Skytrain (1951 - 1956)
- Nord 2501 Noratlas (1956 - 1967)
- C-160 Transall (1969 - 1987)
- Lockheed C-130H Hercules (depuis 1987)
- Lockheed C-130J Super Hercules (2017 - 2021)
- Lockheed KC-130J (2019 - 2021)

## Citations et décorations

### Citations
Trois citations à l’ordre de l’Armée Aérienne avec attribution de la Croix de guerre 39-45 avec palme pour la Seconde Guerre mondiale.
Cinq citations à l’ordre de l’Armée Aérienne avec attribution de la Croix de guerre des théâtres d’opérations extérieurs avec palme pour les opérations menées en Indochine.
Citation à l’ordre de la Division Aérienne pour l’Opération « Pélican 2 » du 7 au 20 juin 1997 à Brazzaville.
Citation à l’ordre de l’Armée Aérienne avec attribution de la Croix de la valeur militaire avec palme de bronze pour l’opération « Licorne » en Côte d’Ivoire (de 2004 à 2011).

### Fourragère
Fourragère aux couleurs du ruban de la médaille militaire avec au-dessus du ferret une olive aux couleurs du ruban de la Croix de guerre 1939-1945 et au-dessus de celle-ci une seconde olive aux couleurs de la Croix de Guerre des Théâtres d’Opérations Extérieurs. 
Croix de guerre 1939-1945 avec quatre palmes de bronze, Croix de guerre des Théâtres d'opérations extérieurs avec cinq palmes, la Croix de la Valeur militaire avec une palme et une étoile d’argent.

## Missions actuelles

### Aérotransport
Transport logistique de personnel et de matériel.

### Aéroportage
Embarquement ou débarquement de personnels et/ou de matériel dans un environnement hostile avec discrétion et rapidité.

### Aérolargage
L'aérolargage comprend le droppage (largage sans parachute) de matériel, et le parachutage  d’hommes ou de matériel.

### Avitaillement
Cette mission consiste à livrer du carburant notamment au profit des hélicoptères spécialisés dans la recherche et le sauvetage au combat (RESCo) ou de tout autre hélicoptère.

### Évacuation de ressortissantset évacuation sanitaire
Extraction de population d’un territoire devenu dangereux ou acheminement de blessés vers un centre de soins adapté.

### Mission Open Skies
La mission Ciel ouvert consiste en des vols non armés de surveillance dans le cadre d’un traité de désarmement signé entre pays de l’OTAN et pays membres de l’ex-Pacte de Varsovie.
Pour accomplir ces missions, les C-130 du Franche-Comté (modèle H uniquement) sont équipés d'une nacelle photographique Samson installée en lieu et place du réservoir externe gauche et d'une console de restitution et de contrôle sur palette en soute. La nacelle développée conjointement avec neuf autres pays européens permet des prises de vue photos et vidéos.